# Automobiles Dangel

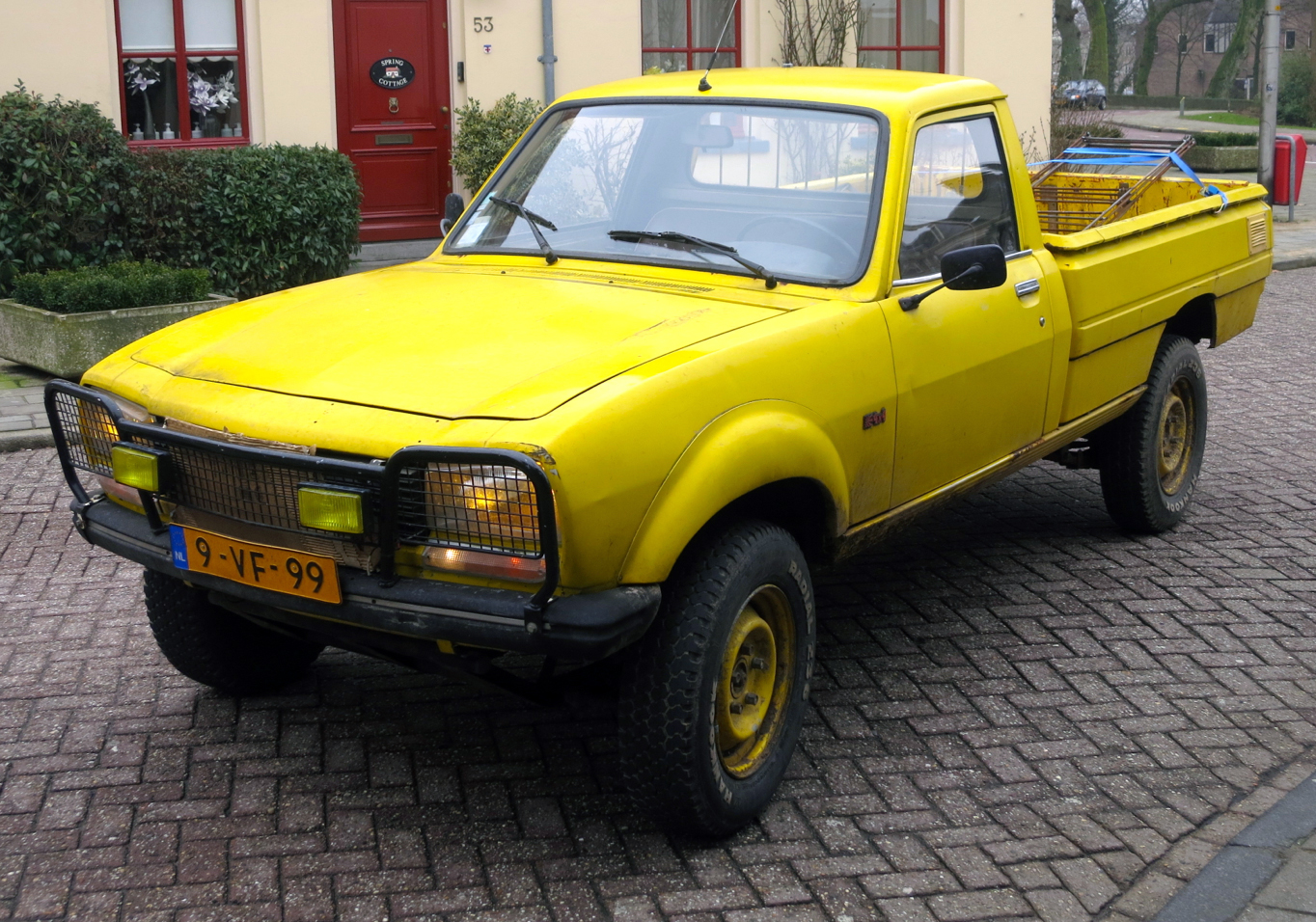
Ein Peugeot 504 Dangel Pick-up

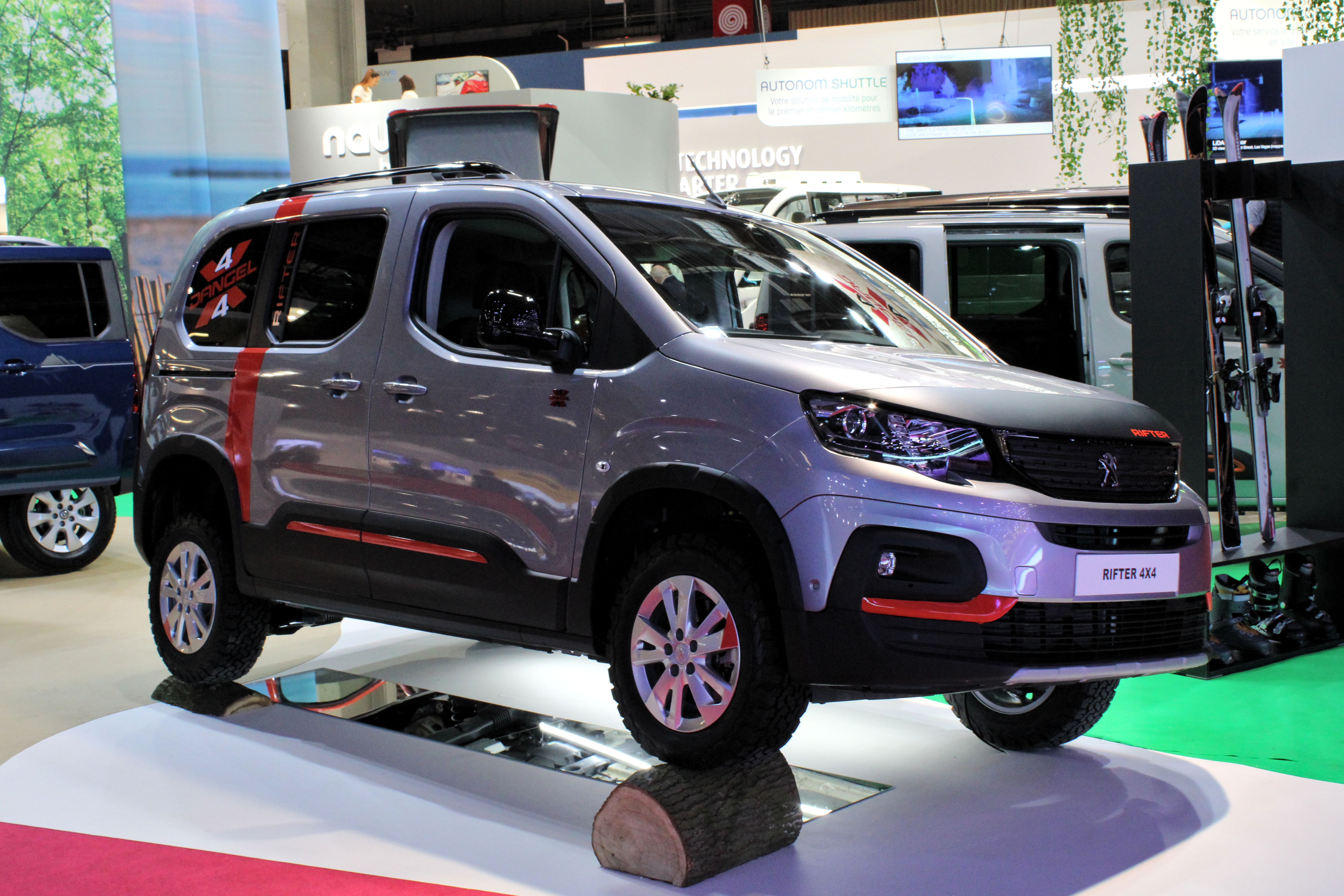
Ein aktueller Peugeot Rifter 4x4 auf dem Pariser Autosalon 2018

Automobiles Dangel ist ein französisches Unternehmen im Bereich Automobilbau und ehemaliger Hersteller.

## Unternehmensgeschichte
Henry Dangel gründete 1968 das Unternehmen im elsässischen Sentheim und begann mit der Produktion von Sport- und Rennwagen. Der Markenname lautet Dangel. 1971 endete die Produktion zunächst. Seit 1980 baut das Unternehmen zweiradgetriebene Fahrzeuge zu Allradfahrzeugen um. Als aktuelle Automarke gilt das Unternehmen damit nicht.

## Fahrzeuge
Die Barchetta von 1968 war ein Rennwagen für Clubrennen, der auch mit Straßenzulassung erhältlich war. Die offene zweisitzige Karosserie bestand aus Fiberglas. Für den Antrieb sorgte ein Vierzylindermotor vom Renault 8 Gordini, der im Heck montiert war.
Die Tätigkeit des Herstellers wurde 1980 mit der Umrüstung von Pick-ups und Kombis von Peugeot-Modellen fortgesetzt. Dangel rüstete die Fahrzeuge zum Geländewagen um und verkaufte diese dann als Peugeot 504 Dangel. Später modifizierte Dangel den Peugeot 505, weitere Modelle waren der Citroën C15 Dangel, der Citroën C25 Dangel und der Peugeot J5 Dangel. Gegenwärtig bilden Kombi- und Nutzfahrzeuge von Peugeot, Citroën und Fiat den Schwerpunkt der Tätigkeit: Dangel bietet Allradversionen der Modelle Citroën Nemo, Berlingo, Jumpy und Jumper, Peugeot Bipper, Partner, Boxer und Expert an; hinzu kommen Umbauten des Fiat Scudo und Ducato.